# 양산 호계리 마애여래좌상
양산 호계리 마애여래좌상(梁山 虎溪里 磨崖如來坐像)은 대한민국 경상남도 양산시 호계동에 있는 마애불이다.
1979년 5월 2일 경상남도의 유형문화재 제96호 양산 호계리 마애불으로 지정되었다가, 2018년 12월 20일 현재의 명칭으로 변경되었다.

## 개요
경상남도 양산시 호계동의 큰 바위에 새겨진 마애불로, 바위 밑의 동굴에는 온돌을 설치했던 흔적이 있다. 이 동굴은 원효대사가 수도했던 ‘반고굴(磻高窟)’이라고 전해지지만 아직 확실한 근거는 없다.
머리에는 마애불로는 드물게 작은 소라 모양의 머리칼을 붙여 놓았으며, 정수리에는 상투 모양의 작은 머리묶음이 있다. 몸에 비해 큰 얼굴, 길게 감은 눈, 큰 코, 다문 입 등은 투박한 인상을 준다. 신체는 풍화가 심해 뚜렷하지 않은데, 양 어깨에 걸친 옷이 두툼하게 선각되었고, 손·발 역시 투박하게 표현되었다.
대좌(臺座)는 연꽃이 활짝 핀 모양의 평면형을 선으로 새겼고, 광배(光背)는 타원에 가까운 모양으로 희미하게 선만 남아 있다.

## 참고 문헌
- 양산 호계리 마애여래좌상 - 국가유산청 국가유산포털